# شهرستان اسویلنگراد
شهرستان اسویلنگراد (به بلغاری: Svilengrad Municipality) یک شهرستان در بلغارستان است که در استان خاسکوو واقع شده‌است. شهرستان اسویلنگراد ۷۰۰٫۳۱ کیلومتر مربع مساحت و ۲۴٬۴۸۰ نفر جمعیت دارد.